# Puck Oversloot
Maria Petronella "Puck" Oversloot, född 22 maj 1914 i Rotterdam, död 7 januari 2009 i Rotterdam, var en nederländsk simmare.
Oversloot blev olympisk silvermedaljör på 4 x 100 meter frisim vid sommarspelen 1932 i Los Angeles.